# Delta Force: Black Hawk Down
Delta Force: Black Hawk Down è uno sparatutto in prima persona sviluppato dalla Novalogic e pubblicato il 24 marzo 2004.

## Trama
Il gioco è ambientato nel 1993, durante la guerra civile somala, in particolare durante l'abbattimento dei Black Hawk del 3 ottobre 1993.
Il giocatore è un ranger inviato in Somalia con la Task Force Ranger, comandata da tre membri: Huch, Mother e Preacher, per partecipare all'Operazione Restore Hope (ristabilire la speranza), organizzata dall'ONU per fermare il periodo di grave carestia e di anarchia somala. L'ultima missione del gioco consiste nell'uccidere Mohammed Farah Aidid, un generale somalo che approfittò del periodo di debolezza della nazione e prese il potere; infatti, nel gioco viene identificato come "Signore della guerra".

## Esport
Anche se il settore Esport era soltanto agli inizi, Delta Force: Black Hawk Down è stato protagonista di diversi tornei internazionali.
Nel panorama italiano il giocatore di spicco è stato Alessandro "Alemis" Delvai, prima membro del team della Repubblica Ceca "CSR" e poi del team Europeo "DDT", vincendo diversi tornei su scala europea e mondiale.